# Паневропейски транспортен коридор IX
Коридор IX е един от Паневропейските транспортни коридори. Той започва от Хелзинки във Финландия и завършва в Александруполис, Гърция. Коридорът следва маршрута: Хелзинки – Виборг – Санкт Петербург – Москва – Киев – Кишинев – Букурещ – Русе – Стара Загора – Димитровград – Александруполис.

## Клонове
Коридор IX има 3 разклонения:
- Клон A – Клайпеда – Вилнюс – Минск – Гомел
- Клон B – Калининград – Вилнюс – Минск – Гомел
- Клон C – Любашивка – Роздилна – Одеса